# Slaven Dobrović
Slaven Dobrović (ur. 29 sierpnia 1967 w Zadarze) – chorwacki polityk, inżynier i nauczyciel akademicki, parlamentarzysta, w 2016 minister ochrony środowiska, od 2016 do 2017 minister ochrony środowiska i energii.

## Życiorys
W 1993 ukończył studia na Uniwersytecie w Zagrzebiu. W 1998 uzyskał magisterium, doktoryzował się w 2002. Od 1993 zawodowo związany z macierzystą uczelnią, specjalizował się w zagadnieniach związanych z procesami uzdatniania wody. Zajął się także kwestiami z zakresu ochrony środowiska, w szczególności ekologiczną gospodarką odpadami. Od 2005 pracował na stanowisku docenta, w 2010 objął stanowisko profesorskie. W latach 2000–2009 pełnił funkcję kierownika laboratorium, w 2010 został kierownikiem katedry inżynierii wodnej i środowiska.
Dołączył do ugrupowania Most Niezależnych List, z jego ramienia w wyborach w 2015 uzyskał mandat posła do Zgromadzenia Chorwackiego. W styczniu 2016 objął urząd ministra ochrony środowiska w rządzie Tihomira Oreškovicia. W przedterminowych wyborach w tym samym roku z powodzeniem ubiegał się o poselską reelekcję. W październiku 2016 w nowo utworzonym rządzie Andreja Plenkovicia stanął na czele resortu ochrony środowiska i energii. Odwołano go z tego stanowiska w kwietniu 2017. W 2021 został radnym miejskim Zagrzebia, mandat uzyskał z listy, którą zorganizował Miroslav Škoro.